# Hecatòmpilos
Hecatòmpilos fou la capital de l'Imperi Part fins al 129 aC i la capital d'estiu després d'aquesta data.
Estava situada a la satrapia de Pàrtia, probablement prop d'Hircània, al sud-est de la costa de la mar Càspia, però la situació exacta se'n desconeix, tot i que podria ser Damngham.
La ciutat ja existia en temps d'Alexandre el Gran i els grecs la van refundar i donar el nom perquè, segons Polibi, era un lloc d'encreuament de molts camins, refundació que Apià atribueix a Seleuc I Nicàtor. El seu nom anterior (i posterior) sembla haver estat Sauloe. Va desaparèixer amb els sassànides.
Segons alguns historiadors, el lloc on estava l'antiga ciutat es correspon amb Šahr-e Qumis, a l'antiga província de Qumis, entre Semnan i Damghan, en l'actual província de Semnan.